# Ficoidea
Ficoidea zijn een superfamilie van weekdieren uit de klasse van de Gastropoda (slakken).

## Familie
- Ficidae Meek, 1864 (1840)

### Synoniemen
- Ficulidae Carpenter, 1857 => Ficidae Meek, 1864 (1840)
- Pyrulidae Swainson, 1840 => Ficidae Meek, 1864 (1840)
- Sycotypidae Gray, 1853 => Ficidae Meek, 1864 (1840)